# Нешков вис
Нешков вис је огранак Старе планине близу Димитровграда који су бранили војници 11. српског пешадијског пука. На овом месту су се одиграле две битке, једна у Српско-бугарском рату а друга током Другог светског рата. 

## Битке на Нешковом вису
Предвече 24. новембра 1885. године Бугари су јуришали и упали у полунапуштене ровове српских пешака, јер је већи део бранилаца Нешковог виса био одступио. На положају су били само војници 2. батаљона капетана Михаила Катанића. У блатњавим рововима настала је крвава борба прса у прса. Бугарска војска заробила је пуковску заставу. Капетан Катанић је преотео од Бугара заставу 11. пука и додао је једном српском подофициру. Застава је спасена, а капетан Катанић тешко рањен у врат и ногу па су га Бугари заробили и одвели у Софију на лечење.
За ово јуначко Дело на Нешковом вису капетан Катанић је унапређен у чин мајора. Борбу и јунаштво српског капетана посматрао је и бугарски кнез Батенберг који га је касније посећивао у болници.
Тог дана бугарска војска опколила је спрску војску са северне стране Нешковог виса близу села Милојковца — Паскашија. Бугарска војска прошла је преко званог места Црна мртвина, где су бугарски војници прошли и избили иза леђа. Било је доста жртава са обе стране. Погинуло је српских војника 746, а бугарских око 500.
„Борба на Нешковом вису спада у ред најтежих борби које су вођене y овом рату. Било је више примера личне храбрости и јунаштва, од којих наводно само један. Када је дошло до гушања и борбе прса у прса, застава 11. пука пала је у руке Бугара. Спазивши то, капетан Михаило Катанић јурнуо је с неколико својих војника у гомилу Бугара, отео заставу и бранећи је, убио из револвера четири бугарска војника, али је и сам био тешко рањен у врат и ногу. Пошто је изгубио много крви, пао је. Задњим трзајем успео је да добацити заставу једном свом подофициру, који ју је спасао.“
После мира са Бугарима, мајор Катанић долази у Београд, али је убрзо умро, и постао национални херој Србије са Нешковог виса у борби са Бугарима 1885. год.
Крај споменика на Нешковом вису сахрањени су изгинули војници српске и бугарске војске у једну гробницу.
Бранећи Краљевину Југославију у рату 1941. гоцине, између фашистичке Немачке и Југославије на Нешковом вису погинула  су 63 југословенска војника. Споменик овим јунацима подигнут је код железничке станице Чиниглавци, између железничке пруге и аутопута на релацији Пирот–Димитровград.